# Bent Skammelsrud
Bent André Skammelsrud (Sarpsborg, 1966. május 18. –) norvég válogatott labdarúgó.
A norvég válogatott tagjaként részt vett a 2000-es Európa-bajnokságon.

## Sikerei, díjai
Rosenborg
- Norvég bajnok (11): 1992, 1993, 1994, 1995, 1996, 1997, 1998, 1999, 2000, 2001, 2002, 2003, 2004, 2006, 2009, 2010
- Norvég kupagyőztes (3): 1992, 1995, 1999